# الكسندر غريفز
الكسندر غريفز هو محامي وسياسي أمريكي، ولد في 25 أغسطس 1844 في Mount Carmel, Mississippi ‏ في الولايات المتحدة، وتوفي في 23 ديسمبر 1916 في لكسينغتون في الولايات المتحدة. نشط حزبياً في الحزب الديمقراطي. وقد انتخب عضو مجلس النواب الأمريكي ‏.